# ドミンゴス・セケイラ
ドミンゴス・セケイラことドミンゴス・アントニオ・デ・セケイラ（Domingos António de Sequeira、 1768年3月10日 – 1837年3月8日）はポルトガルの画家である。ジョアン6世の宮廷画家を務めた。

## 略歴
リスボンの貧しい家に生まれた。家族の姓はEspírito Santoであったのを、1782年から、より高貴な印象をあたえるために de Sequeiraと名乗って活動をするようになった。リスボンの美術学校で絵を学んだ後、1788年にローマに移り、人物画を得意とする画家、アントニオ・カヴァルッチ(Antonio Cavallucci: 1752-1795)の弟子になった。1793年にローマのアカデミア・ディ・サン・ルカに入会を認められた。1795年にリスボンに戻るが、鬱症に陥り、3年間修道院で過ごすことになった。1802年に王太子ジョアン6世の宮廷画家に任命され、リスボンのアジュダ宮殿の美術品を監督し、マリア・フランシスカ・ベネディタ・デ・ブラガンサといった王族の女性に絵を教え、1806年に海軍学校(Academia de Marinha)の教授もした。ナポレオン戦争中の1808年にポルトガル王室はブラジルに遷都し、1821年に王室はリスボンに復帰するが、共和的な思想に共感を抱いていたドミンゴス・セケイラは、1823年に追放されて、パリに移らなければならなかった。1826年にはローマに移るが、1832年には重病で絵を描けなくなり、1837年にローマで没した。
肖像画や宗教画を描いた。

## 作品

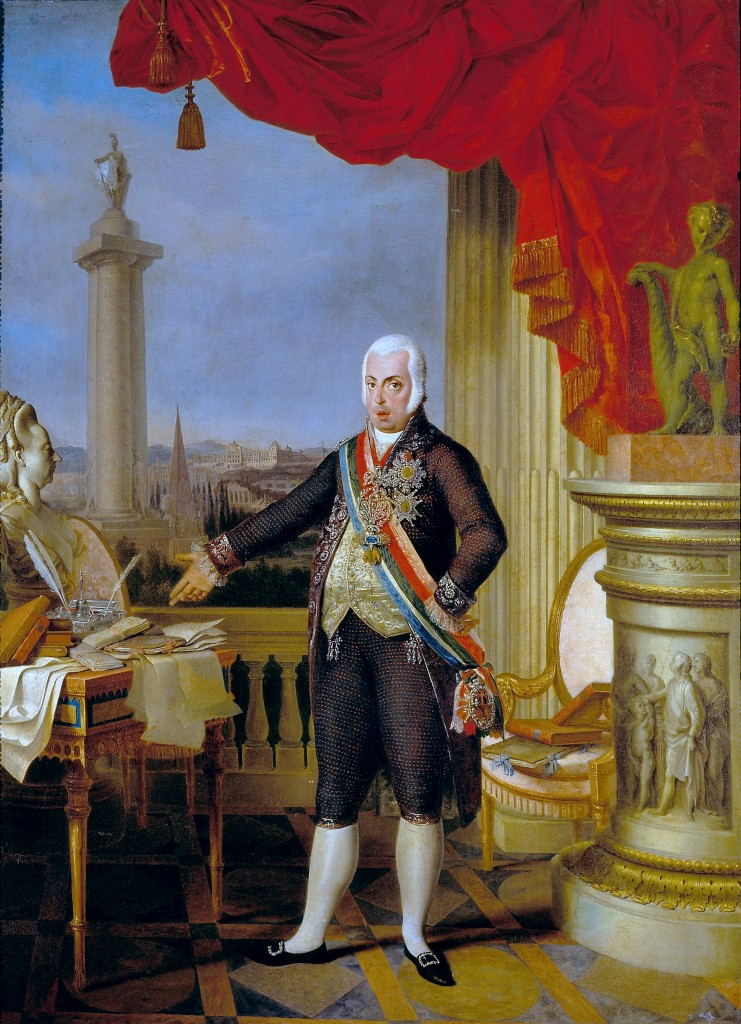
皇太子時代のジョアン6世
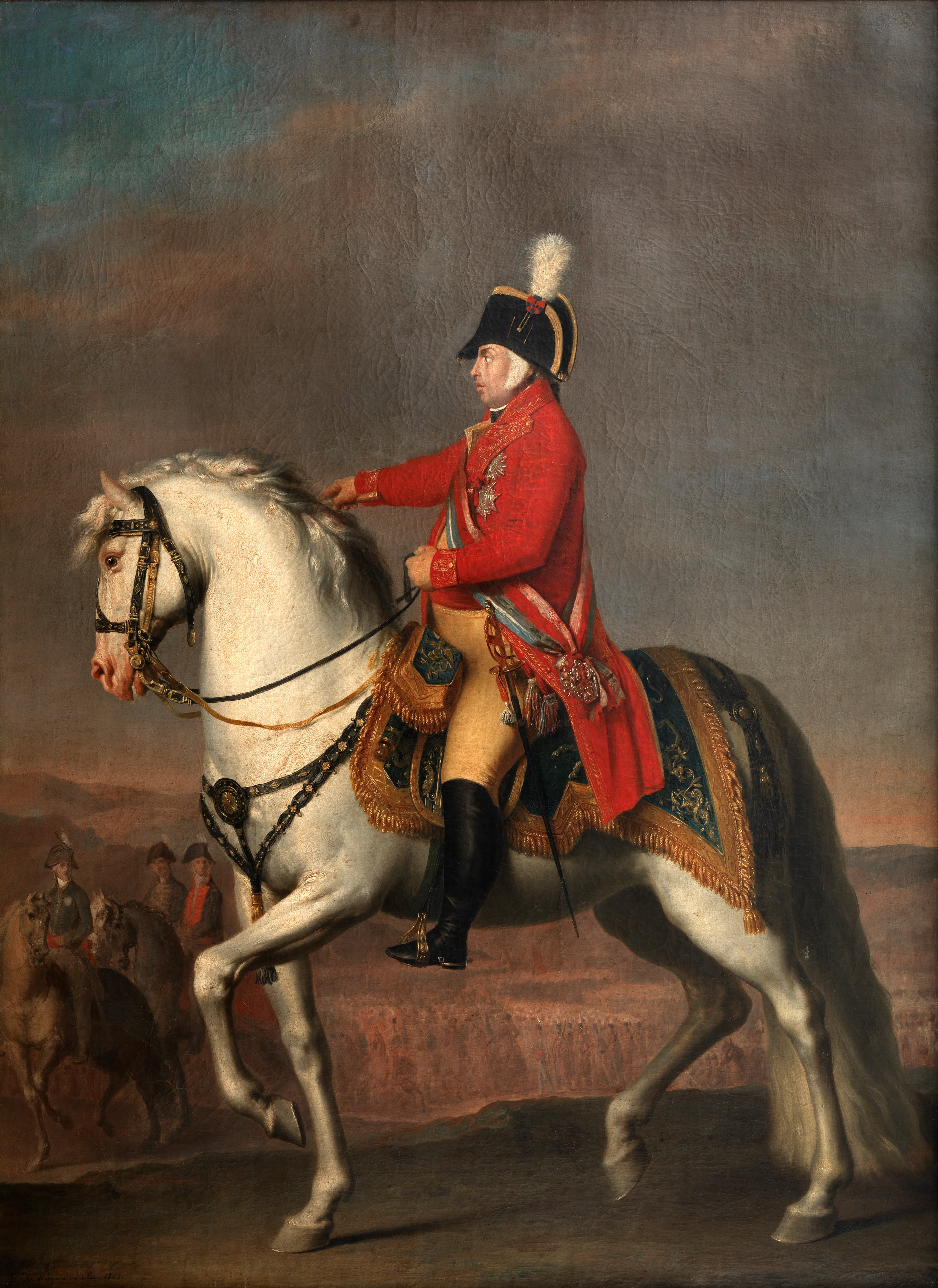
皇太子時代のジョアン6世
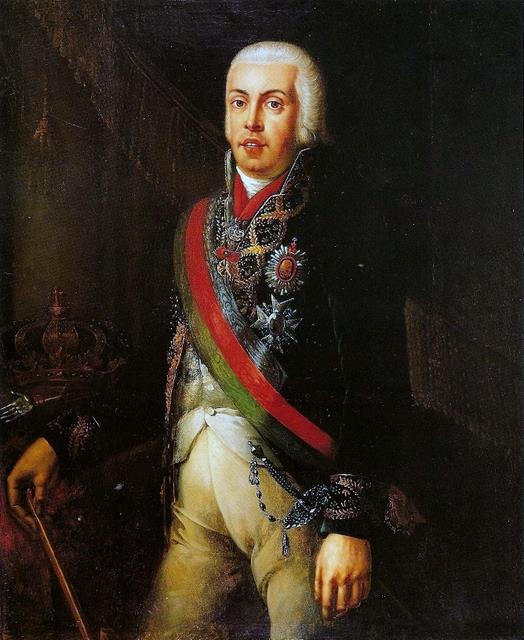
ジョアン6世
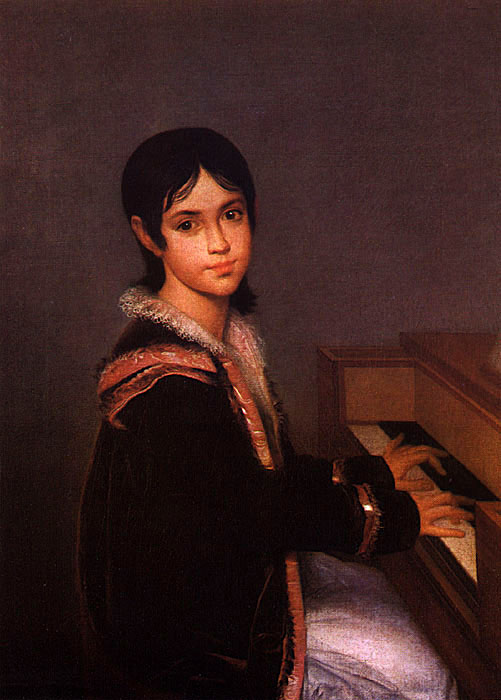
Mariana Benedita Sequeira

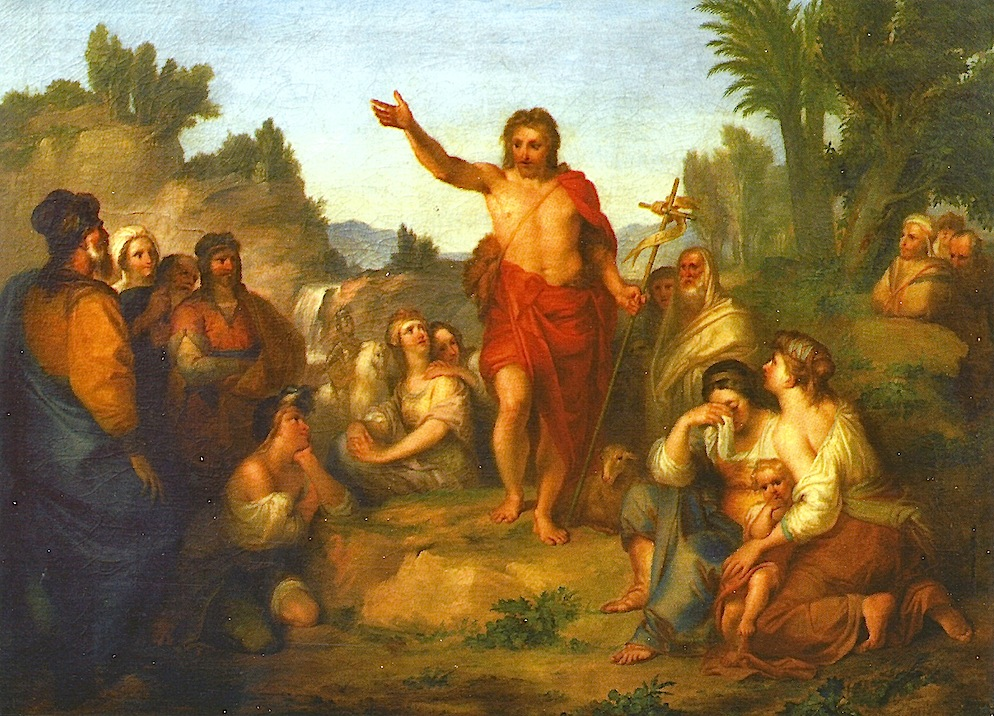
洗礼者ヨハネの説教
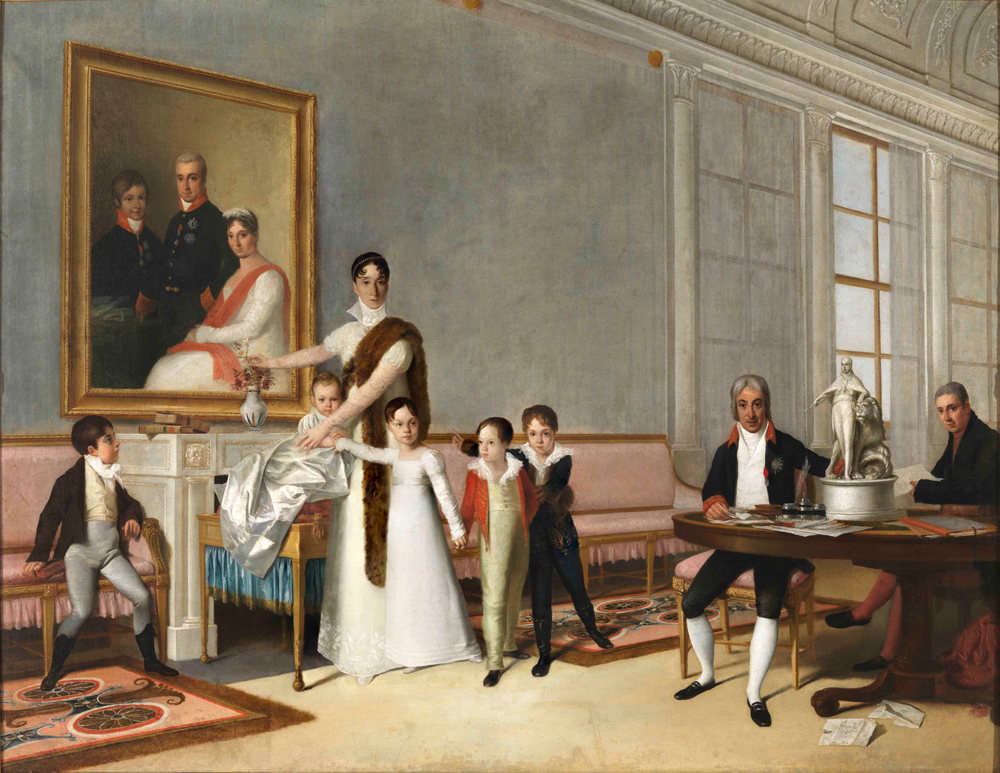
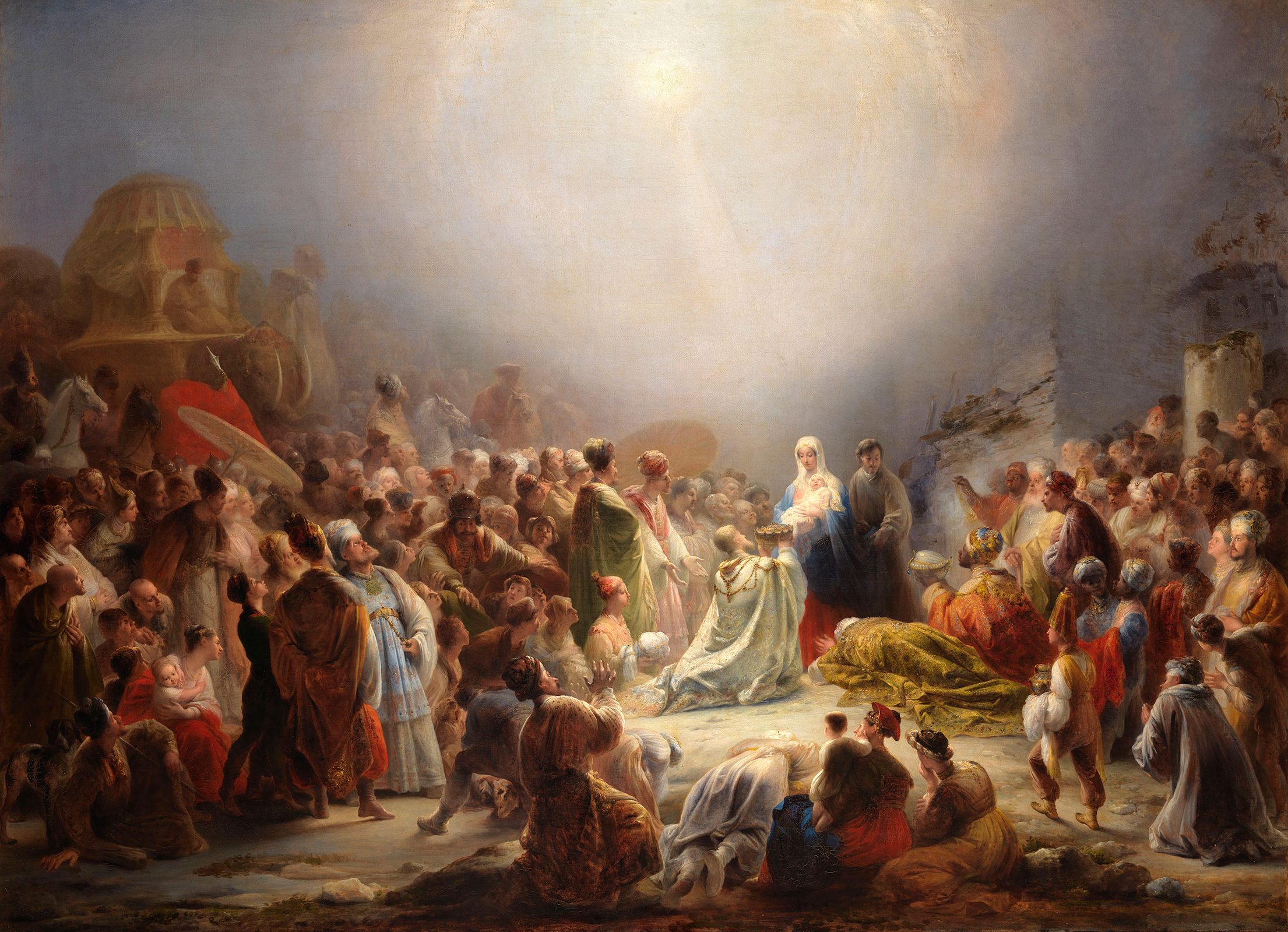
東方三博士の礼拝 (1828)